# Praško proljeće
Praško proljeće (češki: Pražské jaro, slovački: Pražská jar) bilo je razdoblje političke liberalizacije u Čehoslovačkoj koje je počelo 5. siječnja 1968., a trajalo do 21. kolovoza iste godine kada je Sovjetski Savez sa svojim saveznicima iz Varšavskog pakta (izuzev Rumunjske) okupirao zemlju.

## Situacija u Čehoslovačkoj
Za vrijeme Drugog svjetskog rata Čehoslovačka je ušla u sovjetsku sferu utjecaja (Istočni blok). Od 1948. u zemlji nije bilo niti jedne druge političke stranke osim Komunističke partije koja je bila pod direktnom upravom Sovjetskog Saveza. Za razliku od drugih zemalja u središnjoj i istočnoj Europi, komunisti su 1948. preuzeli vlast u Čehoslovačkoj kao izvorni narodni projekt (iako jednako brutalno). Reforme u zemlji nisu dovele do takvih pobuna koje su viđene u Mađarskoj.
Treba napomenuti da su postojala dva razloga za popularnost pokreta:
1) Kako se bližio kraj Drugog svjetskog rata Staljin je želeći Čehoslovačku potpisao sporazum s Churchillom i Rooseveltom po kome će Prag osloboditi Crvena armija, usprkos činjenici da je američka vojska pod komandom generala Pattona mogla ranije osloboditi grad. Ovo je bila vrlo važna činjenica u kasnijoj proruskoj (prokomunističkoj) propagandi
2) Ljudi su se još sjećali da je Zapad izdao Čehoslovačku potpisivanjem Münchenskog sporazuma kojim je Njemačka anektirala zapadni dio Čehoslovačke.
Upravo iz ovih razloga narod je glasovao za komuniste godine 1948.- na posljednjim demokratskim izborima u dugom periodu.
Od sredine šezdesetih Česi i Slovaci su počeli pokazivati sve veću odbojnost prema postojećem režimu. Ove promjene su se ispoljavale u raspoloženju reformističkih elemenata unutar same Komunističke partije koji su uspjeli izabrati Aleksandra Dubčeka
za lidera stranke. Dubčekove reforme političkih procesa, koje je on nazivao "socijalizmom s ljudskim licem" nisu predstavljale potpuno odbacivanje starog režima, kao što je bio slučaj u Mađarskoj 1956. Dubčekove promjene imale su široku podršku društva, uključujući i radničku klasu. Međutim, sovjetske vođe su ove reforme promatrali kao prijetnju njihovoj hegemoniji nad zemljama Istočnog bloka kao i na ugrožavanje sigurnosti samog Sovjetskog Saveza. Čehoslovačka se nalazila u sredini obrambene linije Varšavskog pakta i njen mogući prelazak na stranu neprijatelja je bio neprihvatljiv u vrijeme hladnog rata.
S druge strane, značajna manjina u vladajućoj stranci, osobito na višim upravljačkim nivoima, opirala se popuštanju čvrste ruke i aktivno je kovala zavjeru s vodstvom Sovjetskog Saveza da zbace reformiste. Ova grupa je sa strahom gledala kako su pozivi na višestranačke izbore i druge reforme odjekivali širom zemlje.

## Sovjetska politika
Sovjetska politika podržavanja prosovjetskih komunističkih režima u satelitskim zemljama, čak i vojnom silom ako je potrebno, postala je poznata kao Brežnjevljeva doktrina, nazvana tako po sovjetskom lideru Leonidu Brežnjevu, koji ju je prvi javno obznanio, iako je korištena još od Staljinovih vremena. Ova doktrina ostala je na snazi sve dok nije zamijenjena Sinatrinom doktrinom u vrijeme Mihaila Gorbačova u osamdesetim godinama.
Sovjetsko rukovodstvo je prvo pokušalo zaustaviti ili ograničiti promjene u Čehoslovačkoj serijom pregovora. Kada su im pokušaji propali počinju pripremati vojnu alternativu.

## Okupacija
U noći između 20. i 21. kolovoza 1968. vojske Istočnog bloka iz pet zemalja Varšavskog pakta izvršile su napad na Čehoslovačku. Za vrijeme invazije između 5 000 i 7 000 sovjetskih tenkova okupiralo je ulice. Pratilo ih je 200 000 do 600 000 vojnika trupa Varšavskog pakta. Sovjeti su stalno ponavljali da su oni pozvani zauzeti zemlju, izjavljujući da su lojalni čehoslovački komunisti zatražili "bratsku pomoć protiv kontra-revolucije". Pismo koje je pronađeno 1989. pokazuje da je poziv na invaziju zaista postojao. Više od 100 ljudi je poginulo. Aleksandar Dubček je pozvao narod da ne pruža otpor. On je uhićen i odveden u Moskvu, zajedno s još nekoliko suradnika.

## Posljedice okupacije
Demokratske zemlje su samo verbalno osudile invaziju - realnost nuklearnog sukoba u vrijeme hladnog rata značila je da zapadne zemlje nisu u poziciji izazvati sovjetsku vojnu silu u istočnoj Europi. Zanimljivo je da je lider Komunističke partije Rumunjske, Nicolae Ceausescu, oštar protivnik sovjetskog utjecaja, koji se svrstao na Dubčekovu stranu, održao javni govor u Bukureštu na sam dan invazije, osuđujući sovjetsku politiku oštrim riječima. Pošto se Rumunjska nakratko našla na istoj strani barikade s Titovom Jugoslavijom, ova alijansa je bila često prinudna (Ceausescu je već počeo pokazivati protivljenje "socijalizmu s ljudskim likom"). To je međutim učvrstilo neovisan rumunjski glas u kasnijim desetljećima, osobito zbog toga što je Ceausescu ohrabrivao Rumunje da uzmu oružje u svoje ruke u slučaju slične agresije na njihovu zemlju; sve je to naišlo na oduševljeni odgovor a mnogo ljudi, među kojima i komunisti, iskazali su spremnost za uključenje u Patriotsku gardu.
Okupacija je izazvala val emigracije (procjenjuje se da je odmah emigriralo 70 000, a ukupno 300 000 stanovnika ), najviše visokokvalificiranih ljudi. Zapadne zemlje su dozvolile ovim ljudima ostati i raditi bez ikakvih poteškoća.
Događaji Praškog proljeća produbili su razočaranje kod mnogih zapadnih ljevičara s lenjinističkim pogledima i doprinijeli usponu eurokomunističkih ideja u zapadnim komunističkim partijama - što je dovelo do razočaranja ili raspada mnogih od ovih grupa.
Desetljeće kasnije, Praško proljeće je pozajmilo svoje ime jednom sličnom periodu kineske političke liberizacije poznatom kao Pekinško proljeće. Dijelom je utjecalo i na Hrvatsko proljeće u Jugoslaviji.

## Porijeklo naziva
Naziv "Praško proljeće" skovali su zapadni mediji pošto je događaj postao opće poznat, pa su ga usvojili i u Čehoslovačkoj. Podsjećalo je na "Proljeće naroda", poetski naziv dat Revoluciji iz 1848.